# Јужнословенски језици
Јужнословенски језици су подгрупа словенских језика, односно индоевропских језика у ширем смислу.
Има око 30 милиона говорника ових језика словенских народа са Балкана и дела Панонске низије.

## Класификација
- индоевропски језици
  - сатемски језици
    - балтословенски језици
      - словенски језици
        - јужнословенски језици
          - западнојужнословенски језици
            - српскохрватски језик
              - српски језик
              - хрватски језик
                - кајкавски језик
                - чакавски језик
                - градишћанскохрватски језик
                - славомолишки језик

              - бошњачки језик
              - црногорски језик

            - словеначки језик
              - прекомурски језик

          - источнојужнословенски језици
            - македонски језик
            - бугарски језик
              - банатскобугарски језик

            - старословенски језик (мртви)
            - црквенословенски језик (мртви)